# 澤生棘蓋鯰
澤生棘蓋鯰，為輻鰭魚綱鯰形目毛鼻鯰科棘盖鲶属的其中一種。該物種分布於南美洲尼格羅河與奧里諾科河流域，體長可達4公分。

## 扩展阅读
維基物種上的相關：澤生棘蓋鯰